# Christuskerk (Aken)

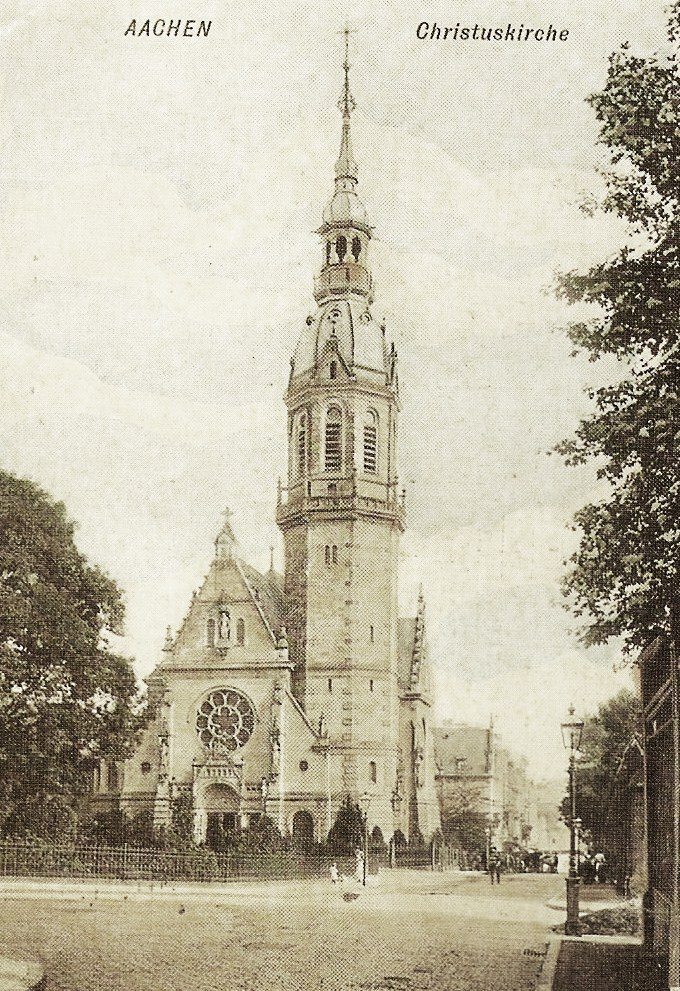
Foto van rond 1900

De voormalige Christuskerk (Duits: Christuskirche) was een protestantse kerk in de Duitse stad Aken, gelegen in de historische binnenstad (Altstadt).
Het kerkgebouw werd aan de kruising van de huidige Wespien- Richard- en Martin-Luther-Straße tussen 1893 en 1896 door Georg Frentzen in de stijl van de neorenaissance gebouwd en op 10 november 1896 ingewijd. De beeldhouwer Karl Krauß schiep voor de Christuskerk een Christusbeeld en meerdere beelden van apostelen en evangelisten. Het zegenende Christusbeeld was Krauß zijn interpretatie van het bekend Christusbeeld van Bertel Thorvaldsen. Het beeld kreeg een plaats in een gevelnis boven het roosvenster en het portaal. De beelden van Johannes de Doper en de apostel Paulus sierden de nissen van de beide steunberen van de voorgevel. Een reliëf van de Bergrede bevond zich in het timpaan van de portaalboog. Aan de steunberen van de lengtezijde van de kerk stonden de beelden van de evangelisten Mattheüs, Marcus en Lucas en Johannes.
De monumentale kerk bood plaats aan 1220 gelovigen en werd in de Tweede Wereldoorlog zwaar getroffen door oorlogsgeweld. Alhoewel de 76 meter hoge en beeldbepalende kerktoren zelf grotendeels onbeschadigd was blijven staan, werden de kerkruïne en de toren in 1959 gesloopt. Het vrijgekomen terrein werd daarna als parkeerterrein in gebruik genomen.  
Tegenwoordig bevindt zich op deze plaats het Martin-Luther-Haus, het kerkelijk centrum van de protestantse kerk waarin tevens een vormingscentrum, een gebedshuis van de Koreaans-protestantse kerkgemeente en de plaats van samenkomst van de Hongaars-protestantse gemeenschap is gevestigd.
Een hoogtepunt in de geschiedenis van de voormalige Christuskerk was het op 27 april 1932 georganiseerde concert, waarbij als organist de bekende arts, theoloog en filosoof Albert Schweitzer optrad en samen met de Bachvereniging van Aken onder leiding van Hans Klotz werken van Johann Sebastian Bach en Guillaume Dufay opvoerde.